# Ulster (rivière)
Pour les articles homonymes, voir Ulster (homonymie).
L'Ulster est une rivière allemande d'une longueur de 57 km qui coule dans les länder de la Hesse et de Thuringe. Elle est un affluent de la Werra et donc un sous-affluent de la Weser.